# St. Martin (Hundersingen)

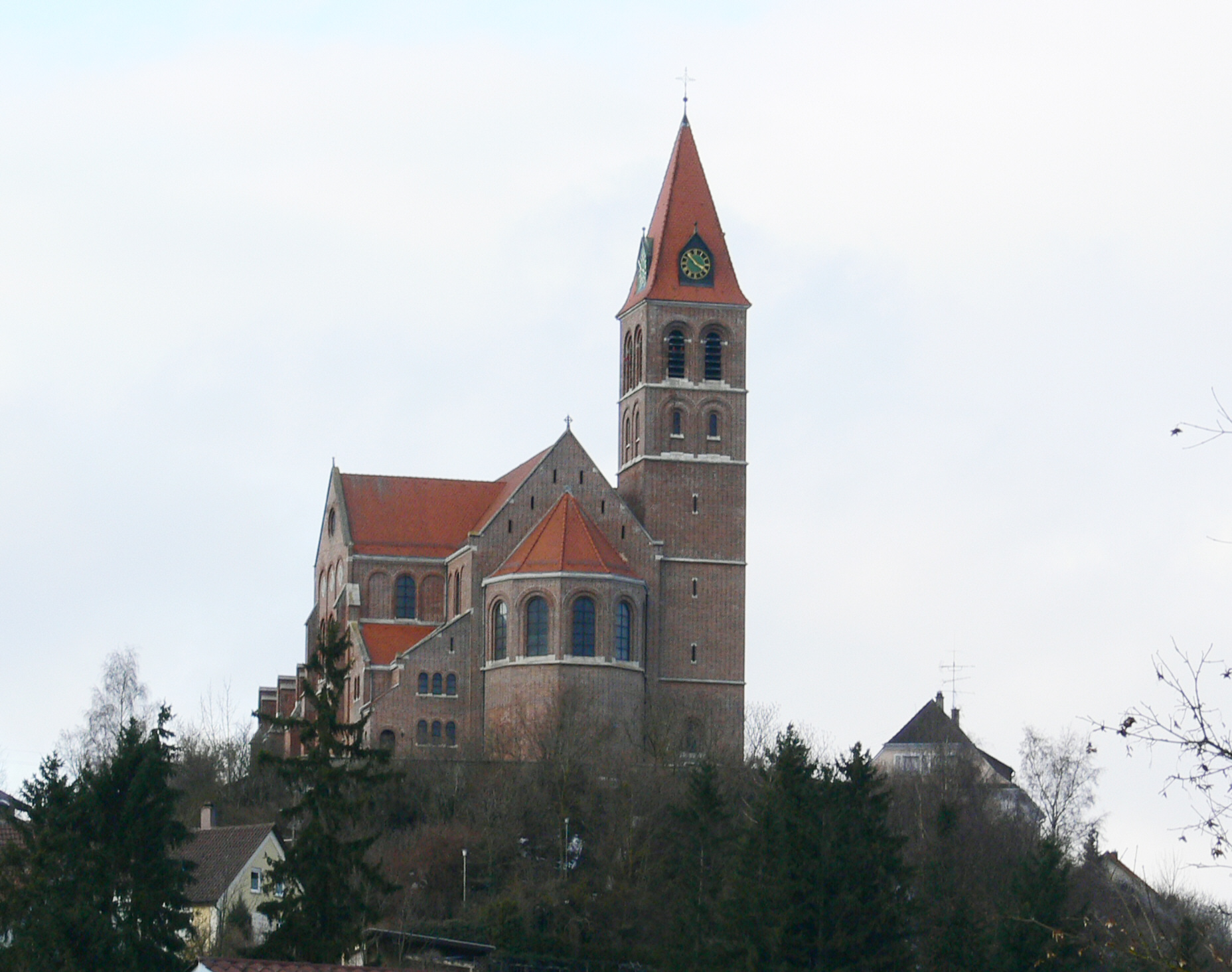
St. Martin in Hundersingen

Die römisch-katholische Pfarrkirche St. Martin steht in Hundersingen, einem Gemeindeteil von Herbertingen im Landkreis Sigmaringen in Baden-Württemberg. Die Kirchengemeinde gehört zur Diözese Rottenburg-Stuttgart. Das Bauwerk ist beim Landesamt für Denkmalpflege Baden-Württemberg als Baudenkmal eingetragen.

## Beschreibung

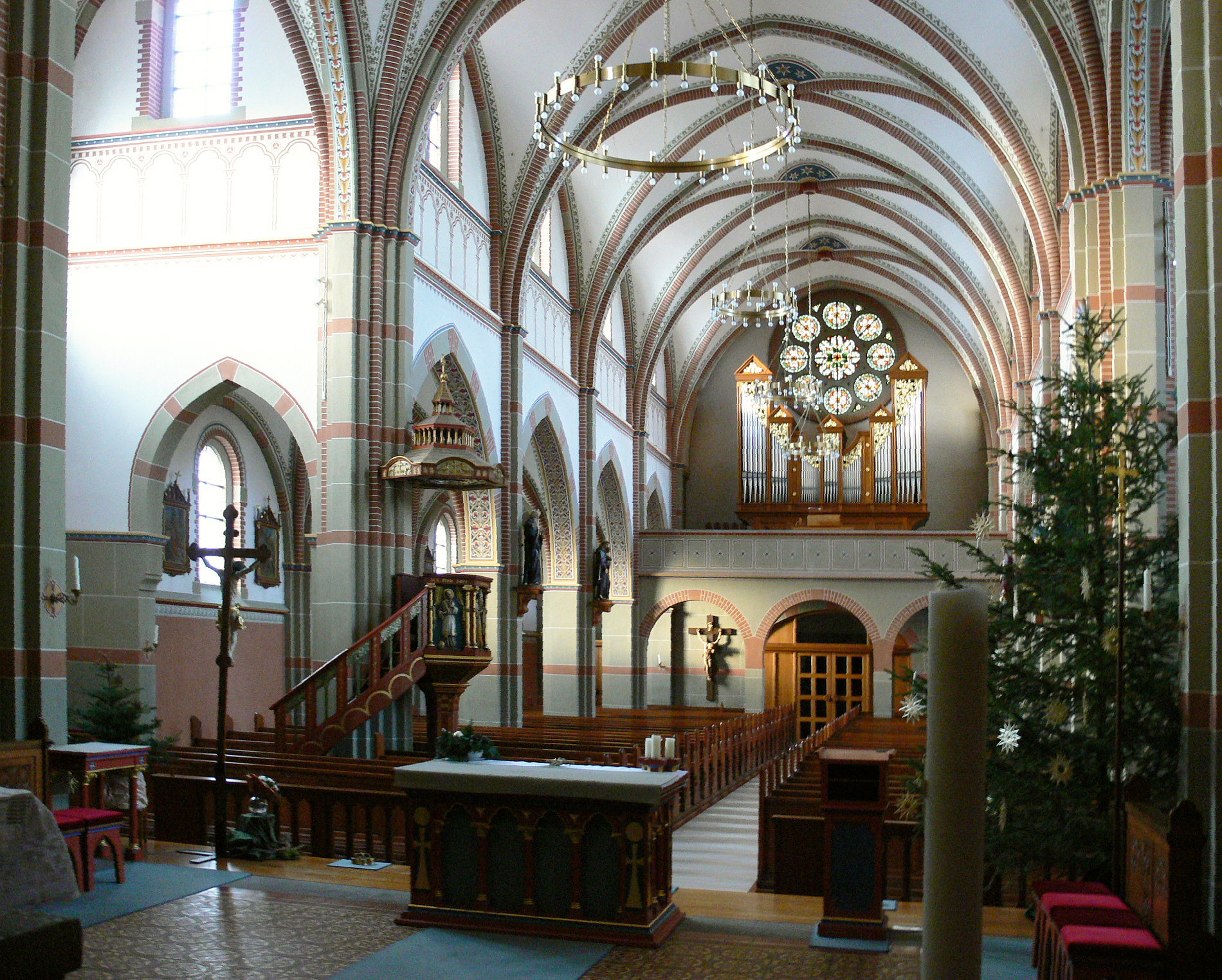
Blick zur Orgel

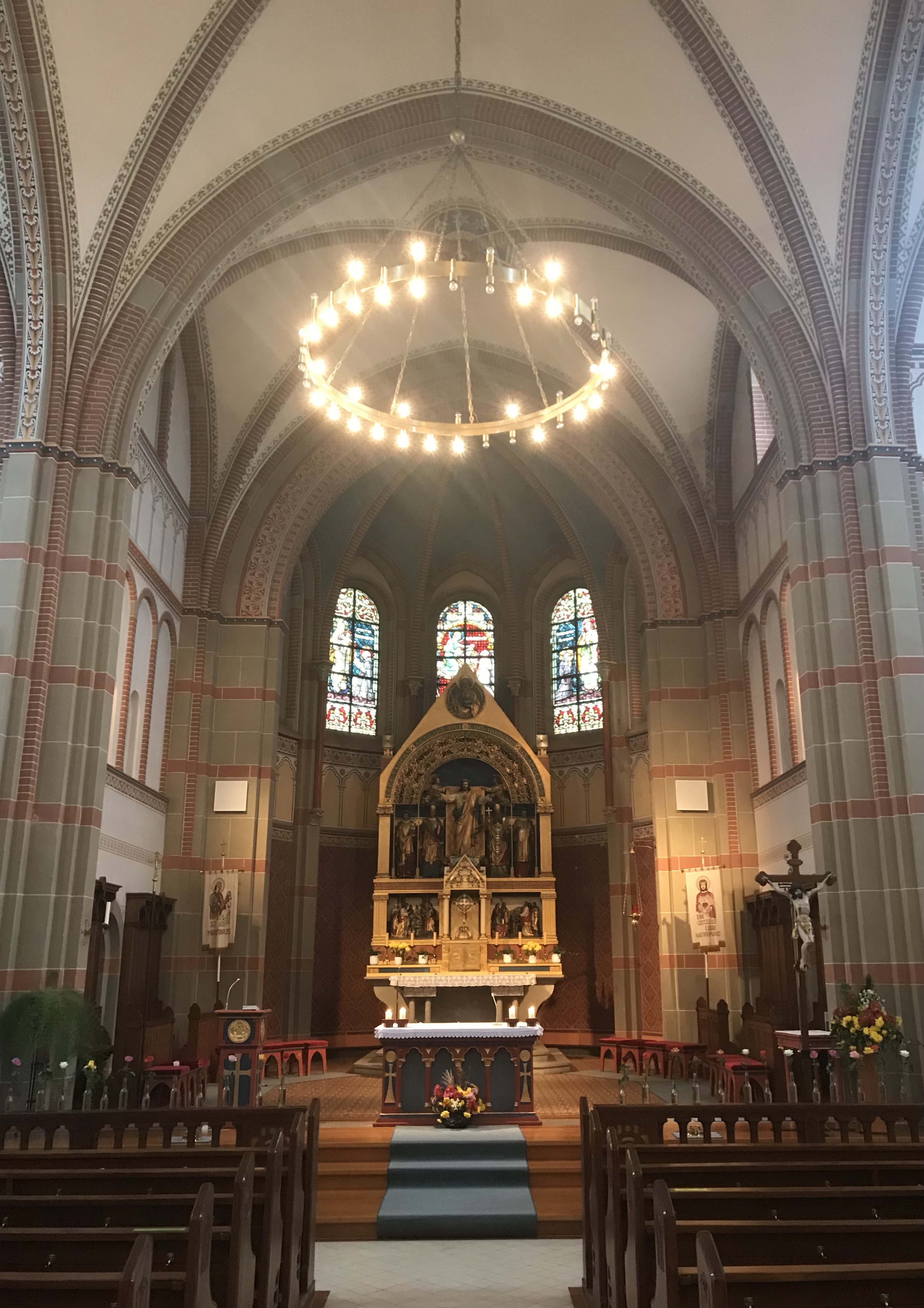
Blick in den Chor

Die Basilika im Stil der Neugotik wurde 1905/06 nach einem Entwurf von Joseph Cades errichtet. Sie besteht aus einem Langhaus mit einem Mittelschiff und zwei Seitenschiffen und einem eingezogenen Chor mit Fünfachtelschluss im Süden, zwischen denen ein Querschiff eingebaut ist, und einem Chorflankenturm an der Ostwand, der mit einem spitzen Pyramidendach bedeckt ist, in dessen Dachgauben sich die Zifferblätter der Turmuhr befinden. Sein oberstes Geschoss beherbergt hinter den als Biforien gestalteten Klangarkaden den Glockenstuhl. Die Glasmalereien stammen von Fritz Geiges. 
Den Hochaltar hat Theodor Schnell der Ältere gestaltet. Die Orgel wurde 1989 als Opus 194 von Stehle Orgelbau errichtet.